# Maher Ben Sghaïer
Maher Ben Sghaïer, né le 22 avril 1996, est un footballeur tunisien. Il évolue au poste de milieu offensif à l'Étoile sportive du Sahel.

## Biographie
Il participe à la Ligue des champions de la CAF avec l'équipe de l'Espérance sportive de Tunis.

## Palmarès
- Vainqueur du championnat arabe des clubs en 2017
- Vainqueur du championnat de Tunisie en 2018, 2019 et 2020
- Vainqueur de la Ligue des champions de la CAF en 2018 et 2019
- Vainqueur de la Supercoupe de Tunisie en 2019